# Powiat Kartuski

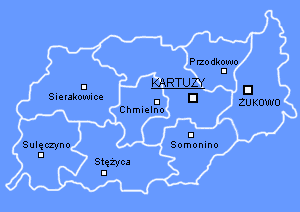
Powiat Kartuski

Der Powiat Kartuski (kaschubisch: Kartësczi kréz) ist ein Powiat (Kreis) in der polnischen Woiwodschaft Pommern. Der Powiat hat eine Fläche von 1120,04 km² und etwa 131.000 Einwohner.

## Geschichte
Der Powiat Kartuski gehörte von 1920 bis 6. April 1945, mit Unterbrechung durch die deutsche Besatzungszeit 1939–1945, zur Woiwodschaft Großpommerellen und kam im Zuge einer Gebietsreform am 7. April 1945 an die neu geschaffene Woiwodschaft Danzig.

## Gemeinden
Der Powiat umfasst folgende Gemeinden:

Landgemeinden:
- Chmielno (Chmelno)
- Przodkowo (Seefeld)
- Sierakowice (Sierakowitz)
- Somonino (Semlin)
- Stężyca (Stendsitz)
- Sulęczyno (Sullenschin)

Stadt-und-Land-Gemeinden:
- Kartuzy (Karthaus)
- Żukowo (Zuckau)

Städte im Landkreis:
- Kartuzy
- Żukowo

## Nachbarlandkreise
| Powiat Lęborski Lauenburg | Powiat Wejherowski Neustadt in Westpreußen  | Gdynia Gdingen               |
| Powiat Bytowski Bütow     | Kompassrose, die auf Nachbargemeinden zeigt | Sopot Zoppot, Gdańsk Danzig  |
|                           | Powiat Kościerski Berent                    | Powiat Gdański Danziger Höhe |